# Windpark Hohenahr
Der Windpark Hohenahr ist ein Windpark in der Gemeinde Hohenahr in Hessen. Er liegt westlich des Altenbergs in der Gemarkung des Ortsteils Hohensolms und ca. 8 km nördlich der Kreisstadt Wetzlar. Seine sieben Windkraftanlagen waren bei Inbetriebnahme mit einer Gesamthöhe von 198,5 m die höchsten Bauwerke sowohl im Lahn-Dill-Kreis als auch in der gesamten hessischen Planungsregion Mittelhessen. Bis 2011 war dies der 171 m hohe Fernsehturm Angelburg bei Hirzenhain, danach vier bis zu 190 m hohe Anlagen der Windparks bei Breidenbach und im Schelder Wald.

## Technik
Der Windpark Hohenahr besteht aus sieben Windkraftanlagen des Typs Nordex N117/2400. Dieser erst seit Juli 2012 in der Serienproduktion befindliche Anlagentyp ist speziell für Schwachwindstandorte im Binnenland konzipiert. Kennzeichen hierfür sind insbesondere der große Rotordurchmesser von 117 m bei moderater Nennleistung von 2,4 MW, wodurch sich eine besonders große Rotorfläche pro kW ergibt, sowie die Nabenhöhe von 140 m. Die Maschinenhäuser der Anlagen befinden sich jeweils auf einem Hybridturm, der bis zu einer Höhe von 91 m aus Betonfertigteilen besteht und anschließend über weitere 46 m als Stahlrohrturm ausgeführt ist. Die Gesamtnennleistung des Windparks beträgt 16,8 MW. Die Stromeinspeisung erfolgt über das Umspannwerk der E.ON Netz AG in Aßlar.

## Geschichte

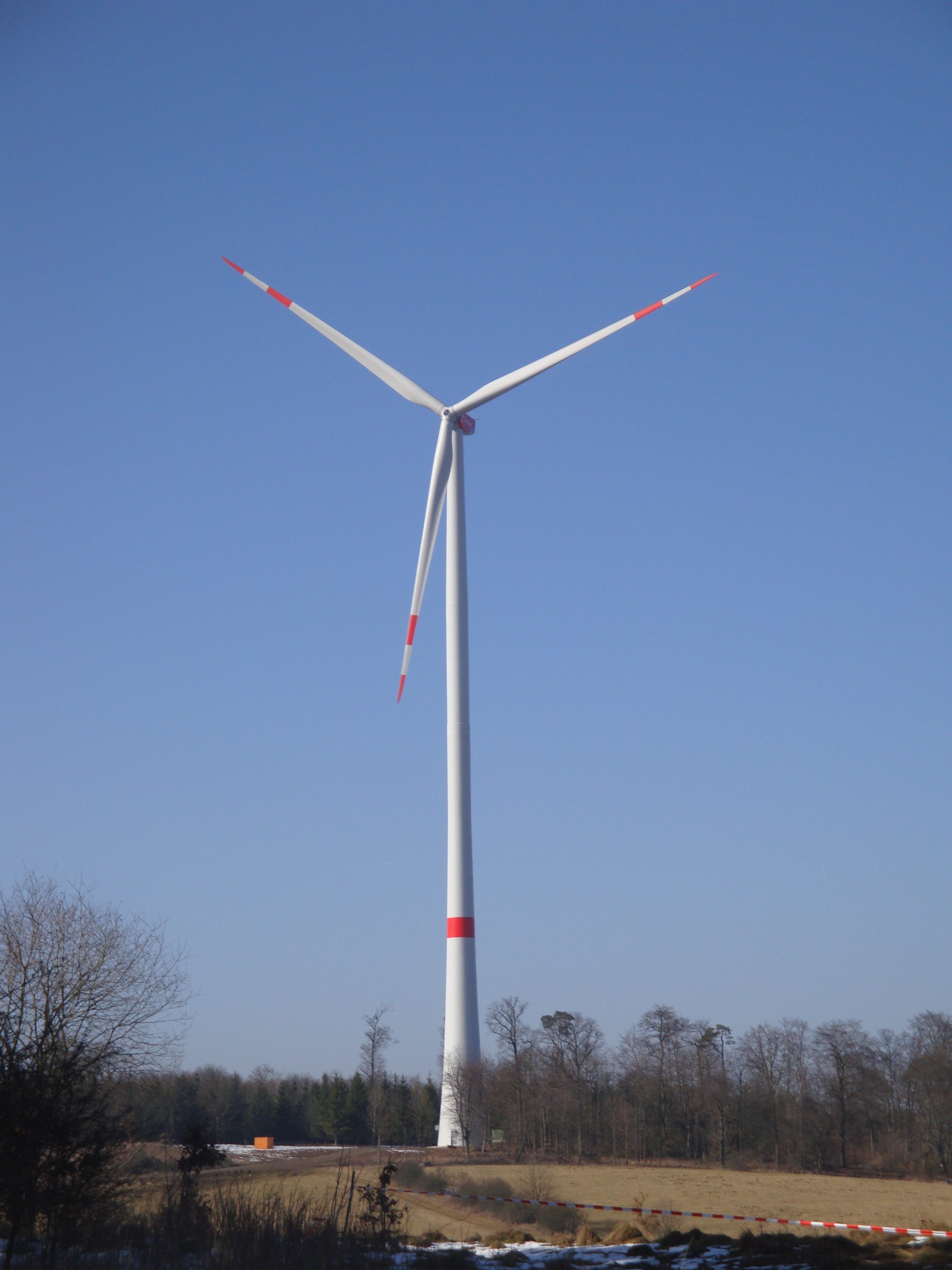
Eine Nordex N117/2400 im Windpark Hohenahr, aufgenommen am 5. März 2013.

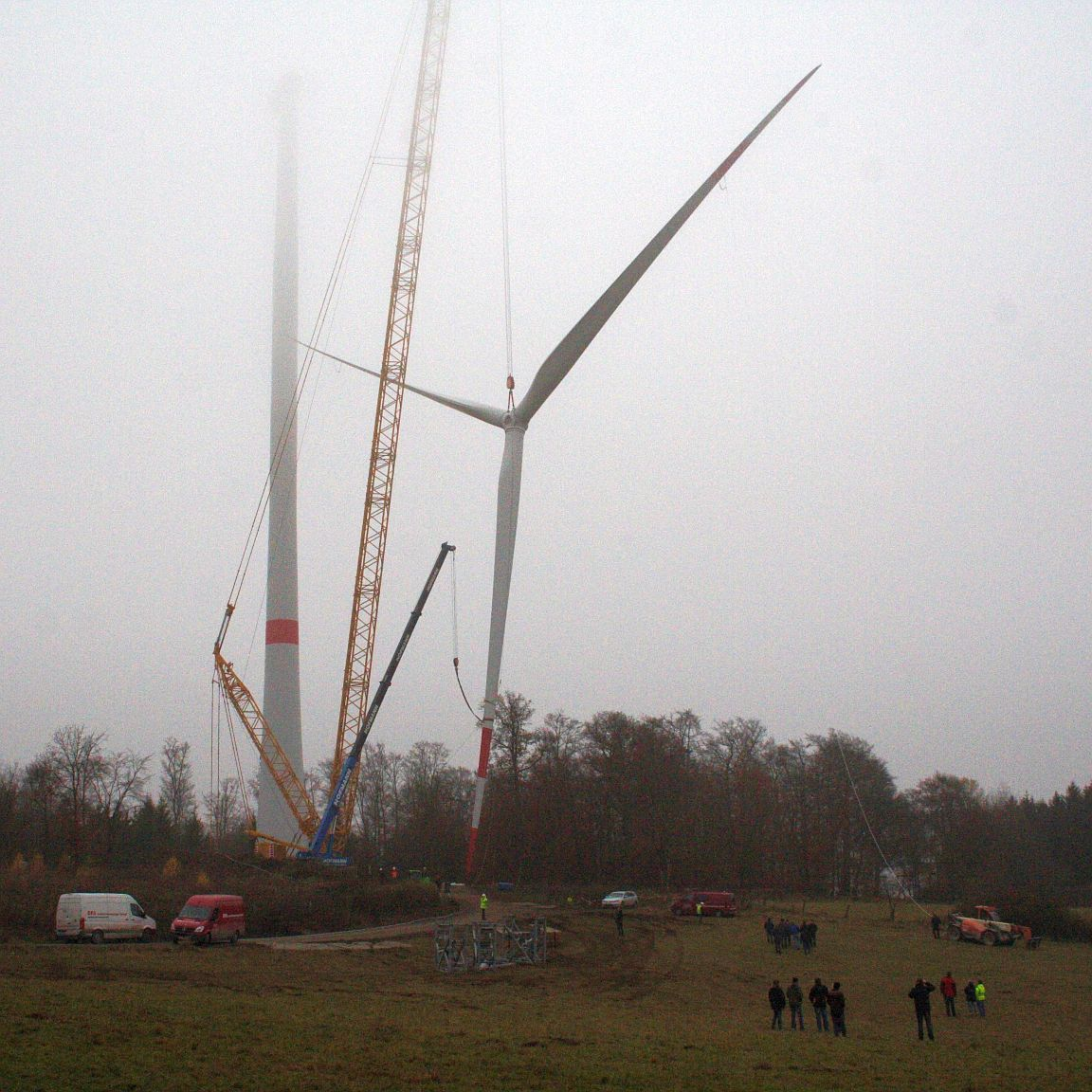
Zug des Rotorsterns an Anlage 1 am 16. November 2012.

Die Planung des Windparks durch das in Wiesbaden ansässige und international tätige Projektierungsunternehmen ABO Wind begann im April 2010. Bis zum März des folgenden Jahres wurden u. a. Gutachten zur lokalen Vogel- und Fledermausfauna erstellt und eine Landschaftsbildanalyse vorgenommen. Die Bevölkerung der Gemeinde Hohenahr wurde bereits frühzeitig durch eine Informationsveranstaltung in Hohensolms im Mai 2010 in die Planung einbezogen. Im Juni 2011 erfolgte die Genehmigung durch das Regierungspräsidium Gießen im Rahmen eines Abweichungsverfahrens.
Der Standort des Windparks liegt im Gemeindewald von Hohenahr in Grenznähe zur Nachbargemeinde Aßlar und zum Stadtwald von Wetzlar. Durch die Lage auf kommunalen Flächen erhält die Gemeinde nicht nur Gewerbesteuern, sondern auch Pachteinnahmen aus dem Betrieb der Windkraftanlagen. Noch vor dem eigentlichen Baubeginn verkaufte ABO Wind den Windpark Hohenahr im März 2012 an den regionalen Energieversorger Mainova aus Frankfurt am Main, wobei die technische Betriebsführung bei der Firma verbleibt. Ein Siebtel der Anteile ist im Besitz der Aufwind Energiegenossenschaft Lahn-Dill-Bergland Süd eG, an der die Gemeinde Hohenahr beteiligt ist, die aber vor allem eine Bürgerbeteiligung in Form eines Bürgerwindparks ermöglichen soll.
Im Februar 2012 begann der Bau der Fundamente für die nahezu 200 m hohen Anlagen des Rostocker Herstellers Nordex. Nach Fertigstellung der Türme sollten die Rotoren ab August des Jahres montiert werden, die Inbetriebnahme war zunächst für den Herbst geplant, was sich aber dann aus verschiedenen Gründen um einige Monate verzögerte. Die Aufstellung der Anlagen wurde von einem hohen – durchweg positiven – Interesse der Öffentlichkeit begleitet. Um dem Informationsbedürfnis der Bevölkerung nachzukommen, wurden auch Führungen zu den Baustellen und Rundflüge mit einem Hubschrauber angeboten.
Am 16. November 2012 wurde der erste Rotorstern (der Anlage 1) angehoben und montiert und die Anlage wurde daraufhin offiziell in Betrieb genommen. Aufgrund der begrenzten Platzverhältnisse durch den Waldstandort, wodurch eine komplette Vormontage des Rotorsterns am Boden nicht möglich war, mussten die meisten Anlagen per Einzelblattmontage komplettiert werden, d. h. die einzelnen Rotorblätter wurden nacheinander an der schon montierten Nabe in 140 m Höhe angebracht. Dies ist zuerst am 23. November 2012 bei der Anlage 6 erfolgt. Bis Mitte Januar 2013 konnten alle sieben Windkraftanlagen montiert und nach dem Anschluss an das Stromnetz in Betrieb genommen werden. Im März 2013 fanden noch kleinere Routine-Nacharbeiten an den einzelnen Anlagen statt, wodurch diese während der Arbeiten zeitweise abgeschaltet werden mussten.
Der Windpark ist Bestandteil einer 2008 entstandenen Initiative der Gemeinde Hohenahr, bis 2020 den Energieverbrauch um 20 % zu
senken, die Energieeffizienz um 20 % zu steigern und 20 % des Energieverbrauchs aus erneuerbaren Energien herzustellen. Das letztere Ziel kann durch die Errichtung des Windparks sowie eines Solarparks bei Erda bereits als übererfüllt gelten. Inzwischen wurde der Windpark auf Aßlarer Seite um sechs Anlagen erweitert.